# Historia de la danza

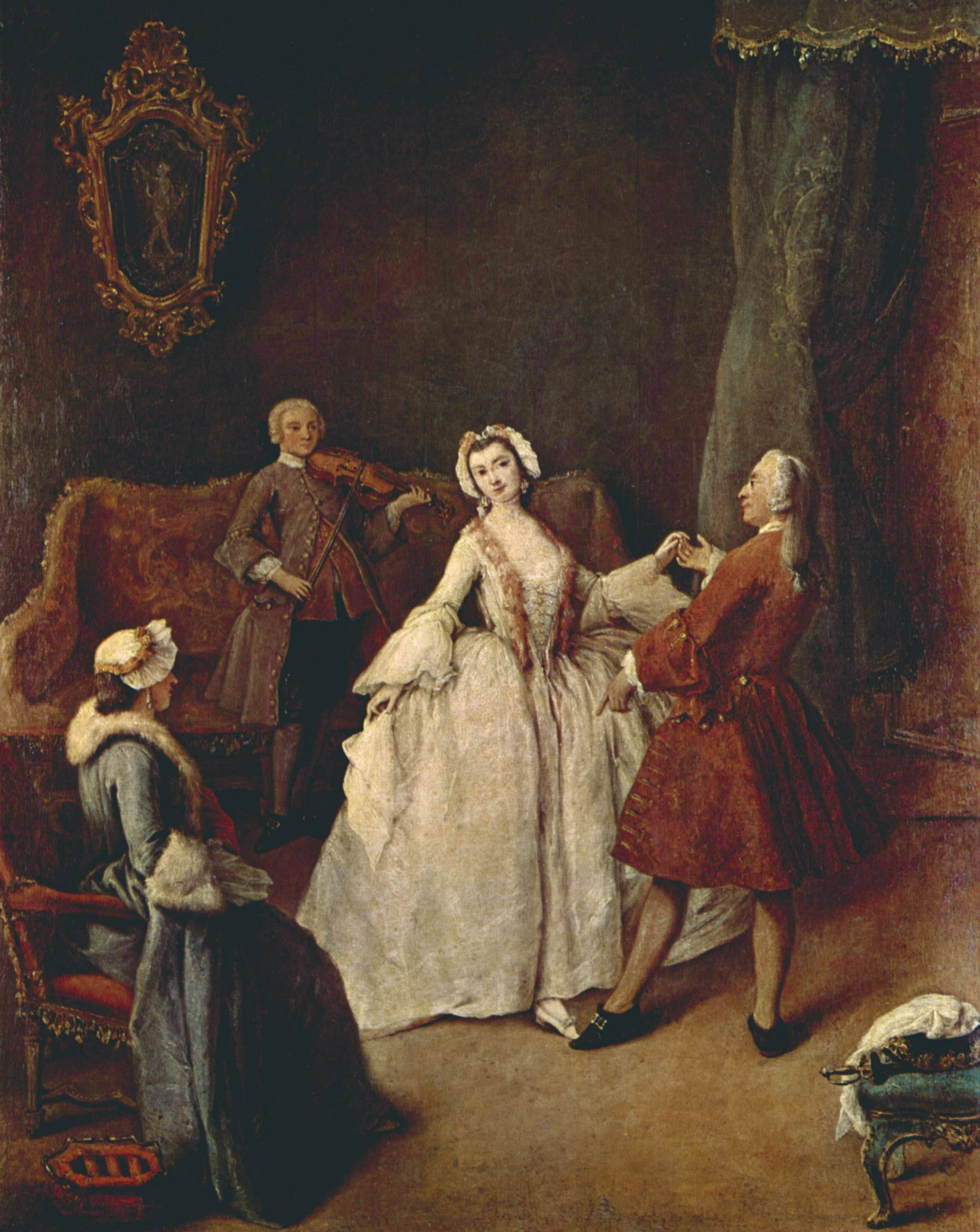
Lección de danza (1741), de Pietro Longhi, Galleria dell'Accademia, Venecia.

La historia de la danza es el relato cronológico de la danza y el baile como arte y como rito social. Desde la prehistoria el ser humano ha tenido la necesidad de comunicarse corporalmente a través de movimientos que expresan sentimientos y estados de ánimo. Estos primeros movimientos rítmicos sirvieron igualmente para ritualizar acontecimientos importantes (nacimientos, defunciones, bodas). En principio, la danza tenía un componente ritual, celebrada en ceremonias de fecundidad, caza o guerra, o de diversa índole religiosa, donde la propia respiración y los latidos del corazón sirvieron para otorgar una primera cadencia a la danza.
Los orígenes de la danza se pierden en el tiempo, ya que en su vertiente ritual y social ha sido un acto de expresión inherente al ser humano, al igual que otras formas de comunicación como las artes escénicas, o incluso las artes plásticas, como se demuestra por las pinturas rupestres. El baile y/o la danza han sido un acto de socialización en todas las culturas, realizado con múltiples vías de expresión. Por su carácter efímero resulta prácticamente imposible situar su origen en el espacio y en el tiempo, ya que solo es conocido por testimonios escritos o artísticos (pintura y escultura) en civilizaciones clásicas (Egipto, Grecia, Roma, China). Por otro lado, desde tiempos antiguos ha existido una dicotomía entre danza como expresión folclórica y popular y la danza como arte y espectáculo, integrado en un conjunto formado por la propia danza, la música, la coreografía y la escenografía. Parece ser que fue en la Antigua Grecia cuando la danza empezó a ser considerada como arte, el cual se representaba frente a un público. En tiempos más modernos, la consideración de la danza como arte —más propiamente llamado ballet— comenzó en el Renacimiento, aunque la génesis del ballet moderno cabría situarla más bien en el siglo XIX con el movimiento romántico.

## Historia

### Asia

#### India
Entre los primeros registros de la danza se encuentran los Abrigos rupestres de Bhimbetka en India, datados hacia el 9000 A.C. presentando varias escenas dibujadas. Posteriormente el Natia-shastra, escrito hacia el 300 A.C. se realiza una recopilación de las danzas indias clásicas, a partir de las cuales fueron surgiendo diferentes formas de baile en la India.
Siglos después, durante el imperio mogol, la danza se fue relegando hacia el Nautch, bailes realizados por mujeres en las cortes de los regentes.

### Europa

#### Mitología
El baile de los coribantes inventado por los curetos o coribantes, ministros de la religión bajo los primeros titanes, lo ejecutaban al son de tambores,  de pífanos, zampoñas y al tumultuoso estrépito de los cascabeles, lanzas, espadas y escudos. La fábula dice que con el ruido de dicho baile salvaron de la barbarie de Saturno al pequeño Júpiter, cuya educación les había sido confiada.
Las danzas o bailes campestres, que se dice fueron inventados por el dios Pan, se ejecutaban en los bosques y parajes deliciosos por jóvenes de ambos sexos coronados de ramos de encina y guirnaldas de flores.

#### Antigua Grecia

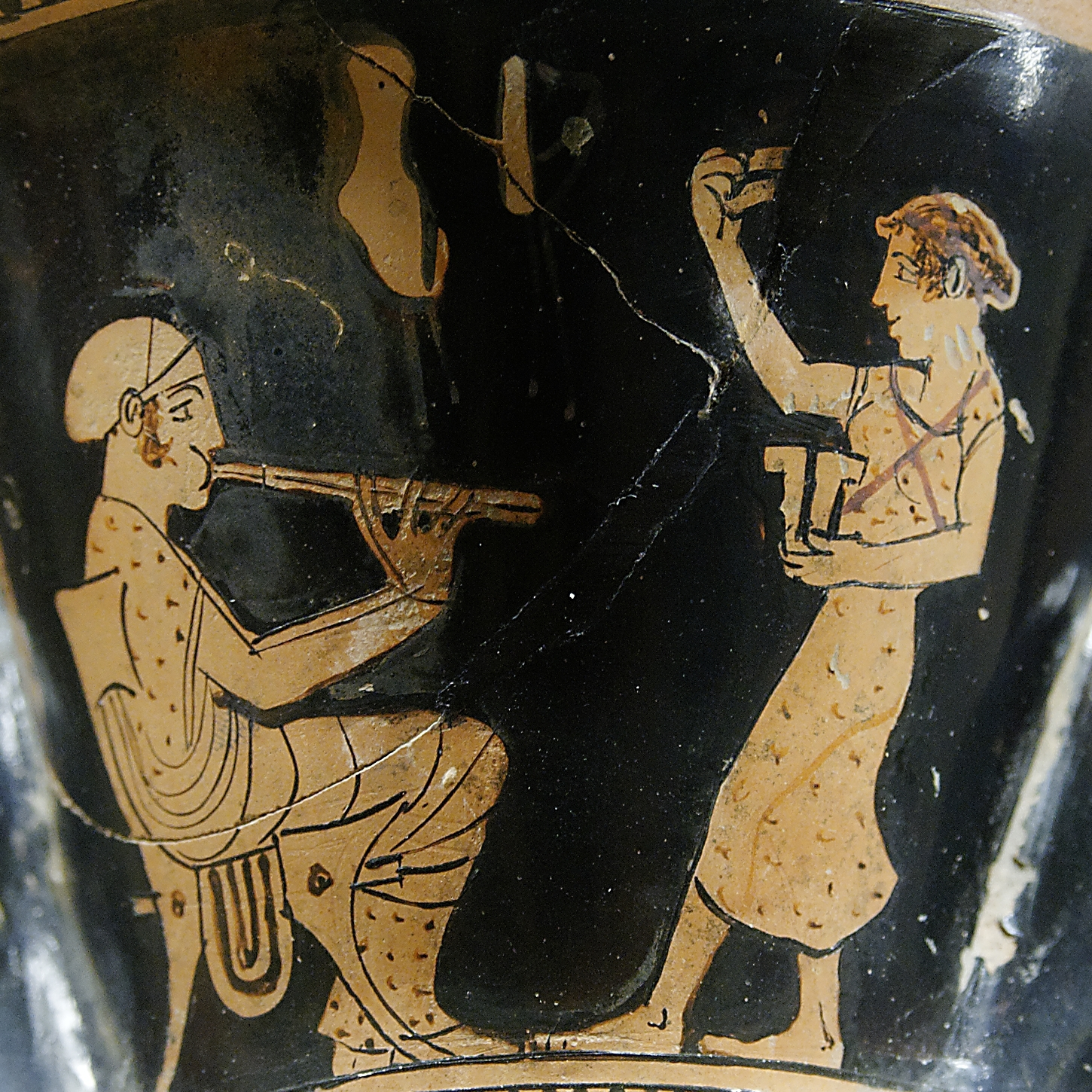
Música y bailarina griega,

Grecia fue el primer lugar donde la danza fue considerada un arte, teniendo una musa dedicada a ella: Terpsícore. Los primeros vestigios provienen de los cultos a Dioniso (ditirambos), mientras que fue en las tragedias —principalmente las de Esquilo— donde se desarrolló como técnica de cada uno de los movimientos rítmicos del coro.
Los griegos conocieron este arte desde tiempo inmemorial, y en el octavo libro de La Odisea vemos que los feacios obsequiaron ya en aquellos remotos tiempos al hijo de Laertes recién llegado a la corte de Alcínoo con un baile ejecutado por una tropa de jóvenes al son de la armoniosa lira de Demódoco, los que bailaron con tanto primor y ligereza que Ulises quedó arrebatado por la encantadora movilidad de sus pies. A las sabias leyes de Platón se debió el que este arte llegase al último grado de perfección entre los griegos, como que Ateneo nos dice que los escultores más hábiles iban a estudiar y dibujar las varias actitudes de los bailarines, para copiarlas después en sus obras.
Platón reconoció tres especies de danzas, dos de «honestas» y una de «sospechosa»: 
- La primera, de pura imitación, que con dignidad y nobleza se ajusta a las expresiones del canto y de la poesía.
- La segunda, destinada a procurar la salud, ligereza y buena gracia en el cuerpo.
- La tercera o sospechosa era de las bacantes y otras semejantes que con pretexto de cumplir con ciertos ritos religiosos imitaba la embriaguez y se abandonaban a toda suerte de excesos. Por esta razón, al paso que juzgó las dos primeras de la más grande utilidad para la república, desterró la última como contraria a la moral y buenas costumbres.

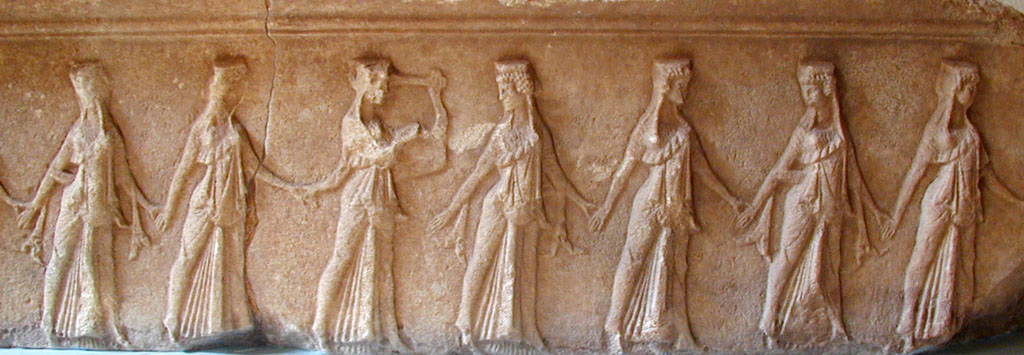
Coro de danzarinas en un friso de Samotracia,

Los griegos introdujeron el baile en la escena, cuya invención se atribuye a Batilo de Alejandría y a Pílades: el primero lo unió a la comedia y, el segundo, a la tragedia. Esta diversión, que forma uno de los principales placeres de la juventud, no podía menos de gustar a los romanos y a los demás pueblos que les sucedieron.
Como es considerado el inventor de las danzas con que los griegos y romanos adornaron sus banquetes. Primero fueron como unos intermedios de aquellas comidas que la alegría y la amistad ordenaban en las familias, pero el placer, la glotonería y el vino dieron después mayor extensión a este divertimento, degenerando de su primitivo origen.
Sócrates es alabado por los filósofos que le sucedieron porque bailaba con primor. Platón mereció ser vituperado por haber rehusado bailar en un baile que daba un rey de Siracusa: y Severo Catón, que en los primeros años de su vida no cuidó de instruirse en un arte que ya se miraba entre los romanos como un objeto serio, creyó que debía sujetarse a los 59 años de edad a las ridículas instrucciones de un maestro de baile en Roma.

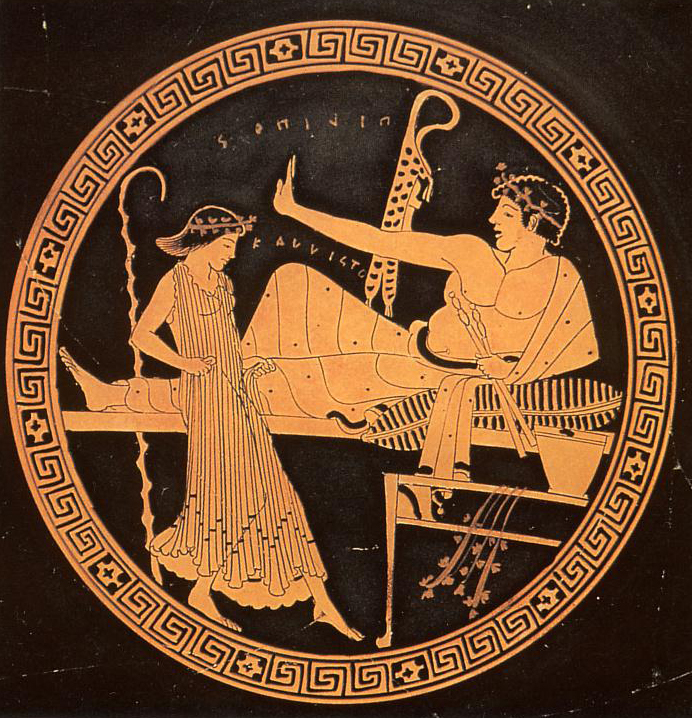
Joven y bailarina,

Los griegos y la mayoría de los pueblos antiguos introdujeron el baile en la mayor parte de sus ceremonias sagradas y profanas. El baile o danza sagrada es de todas la más antigua. Los judíos la practicaban en las fiestas mandadas por la Ley y para celebrar algún acontecimiento interesante. Después del paso del mar Rojo, Moisés y su hermana María bailaron en unión con otros hombres y mujeres y David hizo lo mismo delante del Arca en señal de alegría. La danza o baile astronómico inventado por los egipcios e imitado luego por los griegos se reducía a representar al son de tocatas armoniosas y por medio de pasos mesurados y figuras bien diseñadas el movimiento y curso de los astros.
El baile armado o «danza pírrica», cuya invención se atribuye a Pirro hijo de Aquiles, que la ejecutó por primera vez delante de la tumba de su padre, se hacía con la espada, la lanza y el escudo. En medio de ella ejecutaban todas las evoluciones militares de aquellos tiempos, y formaba una parte de la educación de la juventud de Lacedemonia. Este baile se llamaba también por los griegos menafítico y se decía lo había inventado Minerva para celebrar la victoria de los dioses y el abatimiento de los titanes. Los espartanos iban al combate danzando. La danza de los festines se ejecutaba en los intermedios o después de los banquetes. El sonido de muchos instrumentos reunidos invitaba a los convidados a nuevos placeres: los poetas dicen que Baco inventó este baile cuando volvió de Egipto.
Se llamaba «baile de la inocencia» a una danza que se hacía en Lacedemonia por las doncellas de aquella ciudad enteramente desnudas delante del altar de Diana, con graciosas y modestas actitudes y con pasos lentos y graves. Helena se ejercitaba en este baile cuando fue vista por Paris, el que, enamorado, la robó. Licurgo, al reformar las leyes de los lacedemonios, conservó esta danza, la que probablemente no consideraría perjudicial a las buenas costumbres.
Los «bailes fúnebres» se ejecutaban en las exequias y funerales. En los de un rey de Atenas, por ejemplo, una escogida tropa vestida de largas ropas blancas rompía la marcha. Dos órdenes de jóvenes precedían al féretro circuido de otros dos coros de doncellas. Llevaban todos coronas y ramos de ciprés y formaban bailes graves y majestuosos al son de sinfonías lúgubres. Luego venían los sacerdotes de las diversas divinidades del Ática, adornados con los signos distintivos de su carácter. Caminaban lentamente y en cadencia, cantando himnos en alabanza del difunto rey. Los bailes fúnebres de los particulares ejecutados sobre este modelo eran proporcionados a la dignidad de los muertos.
El inicio teatral antiguo se dividía en cuatro partes: 
1. Trágico. Era propio del trágico toda la seriedad y dignidad necesaria para inspirar la tristeza, la compasión, el terror y todos los sentimientos análogos a la acción que se quería representar.
2. El baile cómico, llamado cordacio, era acompañado de las posiciones más indecentes y licenciosas, en tanto grado que Teofrasto dice que un hombre no se hubiera atrevido a bailar el cordacio sin haber perdido antes toda especie de pudor o sin estar embriagado.
3. Satírico. La tercera especie de baile se llamaba attellanes y era lo que en la satírica griega se decía sykinnis, destinado a la burla y mordacidad.
4. Pantomímico. La cuarta parte y la más famosa reunía el carácter de todas las demás: los pantomimos sin necesitar ni de la propia voz, ni del oído de los espectadores, daban a entender con la mayor claridad por medio de pasos y acciones expresivos cuanto querían.

#### Antigua Roma

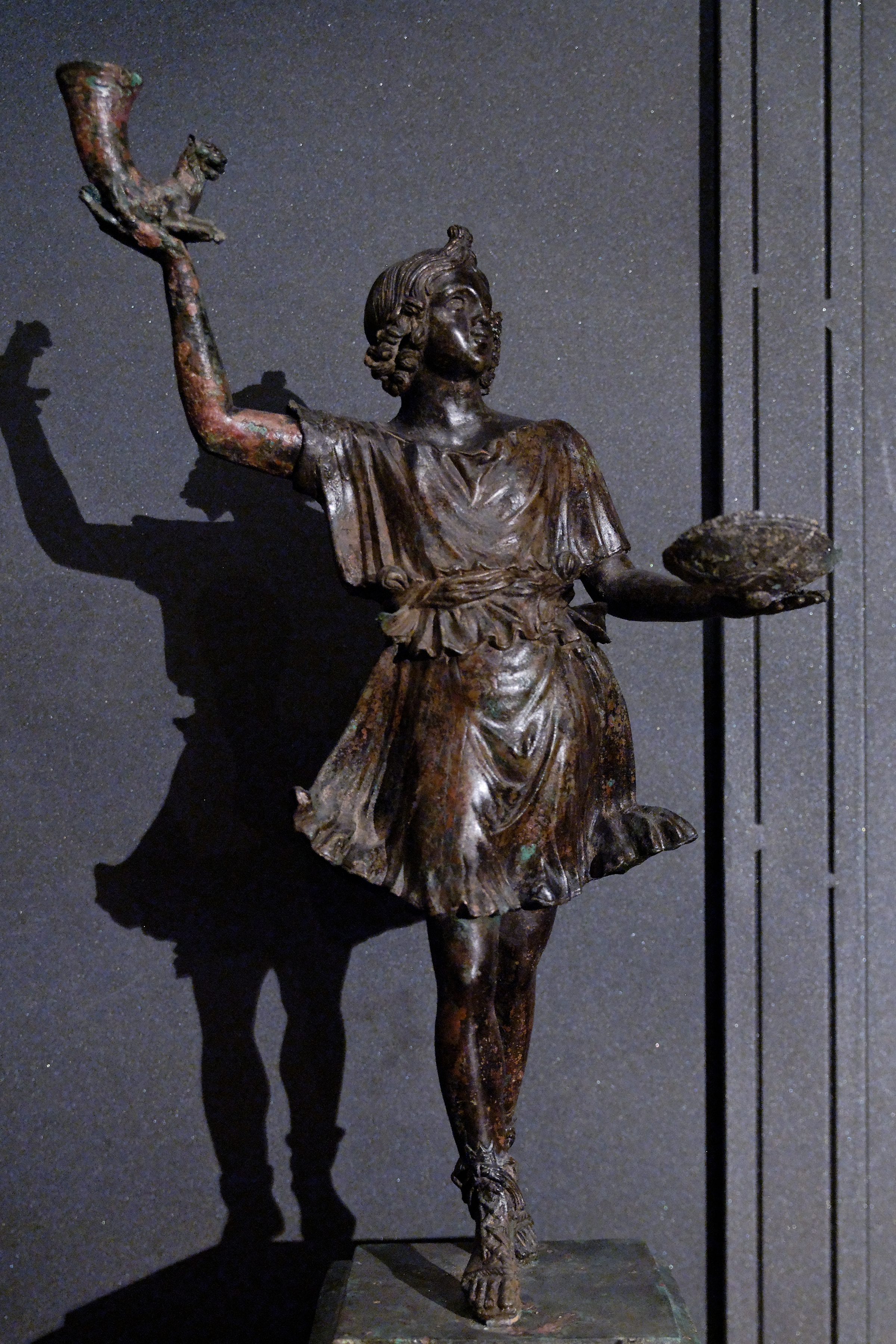
Bailarina con patera y rhytos,

Entre los romanos se usaba una especie de danza que mejor debería llamarse pantomima en los entierros o funerales. Un hombre tomaba el vestido del difunto y, cubierta su cara con una máscara, iba delante de la pompa lúgubre remedando las costumbres y modales más conocidos del sujeto que representaba, de modo que venía a ser un orador fúnebre sin hablar una palabra, de todas las costumbres del muerto. 
El baile o danza de los salios fue instituido por Numa Pompilio, segundo rey de Roma, en honor de Marte, el que ejecutaban doce sacerdotes llamados salios escogidos de las más ilustres familias de Roma.
El baile del Himeneo o «danza nupcial» estaba en uso entre los romanos. Se ejecutaba en los matrimonios de los antiguos por jóvenes y doncellas coronados de flores, que con sus figuras y con sus pasos expresaban la alegría que reina en una feliz unión. Con el tiempo este baile, tan sencillo en su origen, pasó a ser un vivo ejemplo y una pintura la más obscena de las funciones más secretas del matrimonio. La licencia y el libertinaje llegaron a tal punto que el Senado se vio precisado a echar de Roma a todos los danzarines y maestros de semejante baile.
Todos los pueblos, como hemos dicho, tuvieron sus bailes sagrados, que eran considerados como una parte del culto que debía tributarse a sus divinidades. Los galos, los españoles, los alemanes, los ingleses tenían sus danzas sagradas. En todas las religiones antiguas fueron los sacerdotes danzadores por estado. Si hemos de dar crédito a Scaligero, los obispos fueron llamados præsules en la lengua latina (a præsiliendo) porque ellas principiaban la danza sagrada. Así es que en casi todas las iglesias que se construyeron en los primeros tiempos se dejaba un terreno elevado al que se daba el nombre de coro; este era una especie de teatro separado del altar, tal como se ve aún en el día de hoy en las iglesias de san Clemente o de san Pancracio de Roma, en el que se ejecutaban las danzas sagradas con la mayor pompa en todas las fiestas solemnes. Aunque estos bailes hayan sido sucesivamente desterrados de las ceremonias de la Iglesia, no obstante se conservan todavía en algunos pueblos católicos en honor de los misterios más augustos de esta religión.

#### Edad Media
La danza medieval tuvo escasa relevancia, debido a la marginación a la que la sometió la Iglesia, que la consideraba un rito pagano. A nivel eclesiástico, el único vestigio eran las «danzas de la muerte», que tenían una finalidad moralizadora. En las cortes aristocráticas se dieron las «danzas bajas», llamadas así porque arrastraban los pies, de las que se tiene poca constancia. Fueron más importantes las danzas populares, de tipo folklórico, como el pasacalle y la farándula, siendo famosas las «danzas moriscas», que llegaron hasta Inglaterra (Morris dances). Otras modalidades fueron: el carol, el estampie, el branle, el saltarello y la tarantela.

#### Renacimiento
La danza renacentista tuvo una gran revitalización, debida al nuevo papel preponderante del ser humano sobre la religión, de tal manera que muchos autores consideran esta época el nacimiento de la danza moderna. Se desarrolló sobre todo en Francia –donde fue llamado ballet-comique–, en forma de historias bailadas, sobre textos mitológicos clásicos, siendo impulsado principalmente por la reina Catalina de Médici. Se suele considerar que el primer ballet fue el Ballet comique de la Reine Louise (1581), de Balthazar de Beaujoyeulx. Las principales modalidades de la época eran la gallarda, la pavana y el tourdion. En esta época surgieron los primeros tratados sobre danza: Domenico da Piacenza escribió De arte saltandi et choreas ducendi, siendo considerado el primer coreógrafo de la Historia; Thoinot Arbeau hizo una recopilación de danzas populares francesas (Orchesographie, 1588).

#### Barroco
La danza barroca siguió desarrollándose nuevamente en Francia (ballet de cour), donde hizo evolucionar la música instrumental, de melodía única pero con una rítmica adaptada a la danza. Fue patrocinada especialmente por Luis XIV, que convirtió la danza en grandes espectáculos (Ballet de la Nuit, 1653, donde intervino el rey caracterizado de sol), creando en 1661 la Academia real de Danza. Como coreógrafo destacó Pierre Beauchamp, creador de la danse d'école, el primer sistema pedagógico de la danza. Las principales tipologías fueron: minuet, bourrée, polonaise, rigaudon, allemande, zarabande, passepied, gigue, gavotte, etc. En España también se dieron diversas modalidades de danza: seguidilla, zapateado, chacona, fandango, jota, etc.

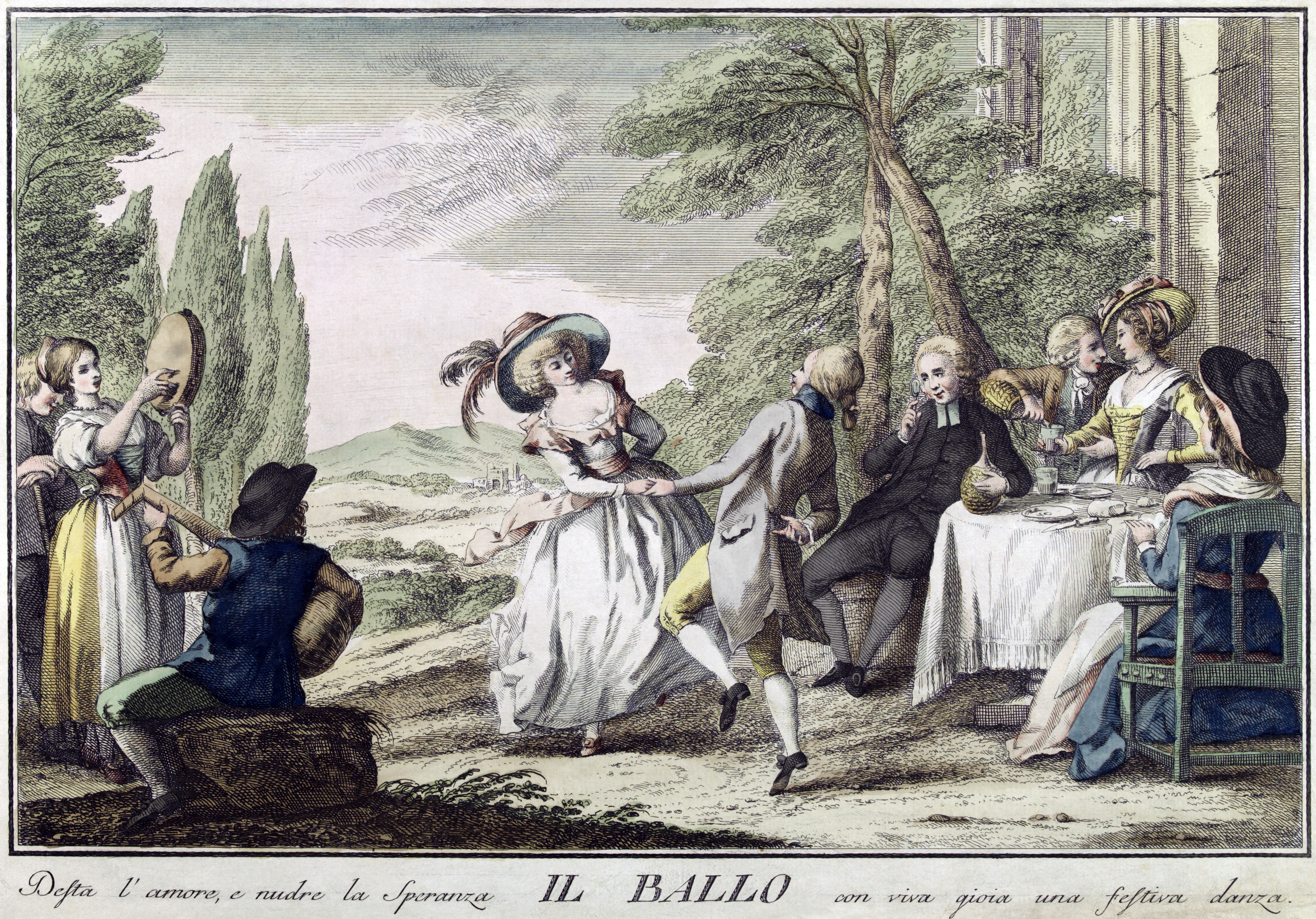
Baile social del

En el siglo XVIII —la época del Rococó— continuó la primacía francesa, donde en 1713 se creó la Escuela de Ballet de la Ópera de París, la primera academia de danza. Raoul-Auger Feuillet creó en 1700 un sistema de notación de danza, para poder transcribir por escrito la diversa variedad de pasos de danza. En esta época la danza comenzó a independizarse de la poesía, la ópera y el teatro, consiguiendo autonomía propia como arte, y formulando un vocabulario propio. Se empezaron a escribir obras musicales solo para ballet, destacando Jean-Philippe Rameau –creador de la opéra-ballet–, y comenzaron a surgir nombres de bailarines destacados, como Gaetano Vestris y Marie Camargo. A nivel popular, el baile de moda fue el vals, de compás ¾, mientras que en España surgió el flamenco.
Durante el neoclasicismo el ballet experimentó un gran desarrollo, sobre todo gracias al aporte teórico del coreógrafo Jean-Georges Noverre y su ballet d'action, que destacaba el sentimiento sobre la rigidez gestual del baile académico. Se buscó un mayor naturalismo y una mejor compenetración de música y drama, hecho perceptible en las obras del compositor Christoph Willibald Gluck, que eliminó muchos convencionalismos de la danza barroca. Otro coreógrafo relevante fue Salvatore Viganò, que dio mayor vitalidad al «cuerpo de ballet», el conjunto que acompaña a los bailarines protagonistas, que cobró independencia respecto de estos.

#### Romanticismo
La danza romántica recuperó el gusto por los bailes populares, las danzas folklóricas, muchas de las cuales sacó del olvido. Surgió el clásico vestuario de ballet (el tutú), aparecido por primera vez en el Ballet de las Monjas de Robert le Diable (1831), de Giacomo Meyerbeer. Se empezó a componer música puramente para ballet, destacando Coppélia (1870), de Léo Delibes. En el aspecto teórico, destacó la figura del coreógrafo Carlo Blasis, principal creador del ballet moderno en cuanto codificó todos los aspectos técnicos concernientes a la danza: en El código de Terpsícore (1820) relacionó la danza con las otras artes, efectuando estudios de anatomía y movimientos corporales, ampliando el vocabulario relativo a la danza, y distinguiendo varios tipos de bailarines según su físico. También introdujo el baile sobre las puntas de los pies, en el que destacaron Marie Taglioni y Fanny Elssler. En bailes populares, continuó la moda del vals, y aparecieron la mazurca y la polca.

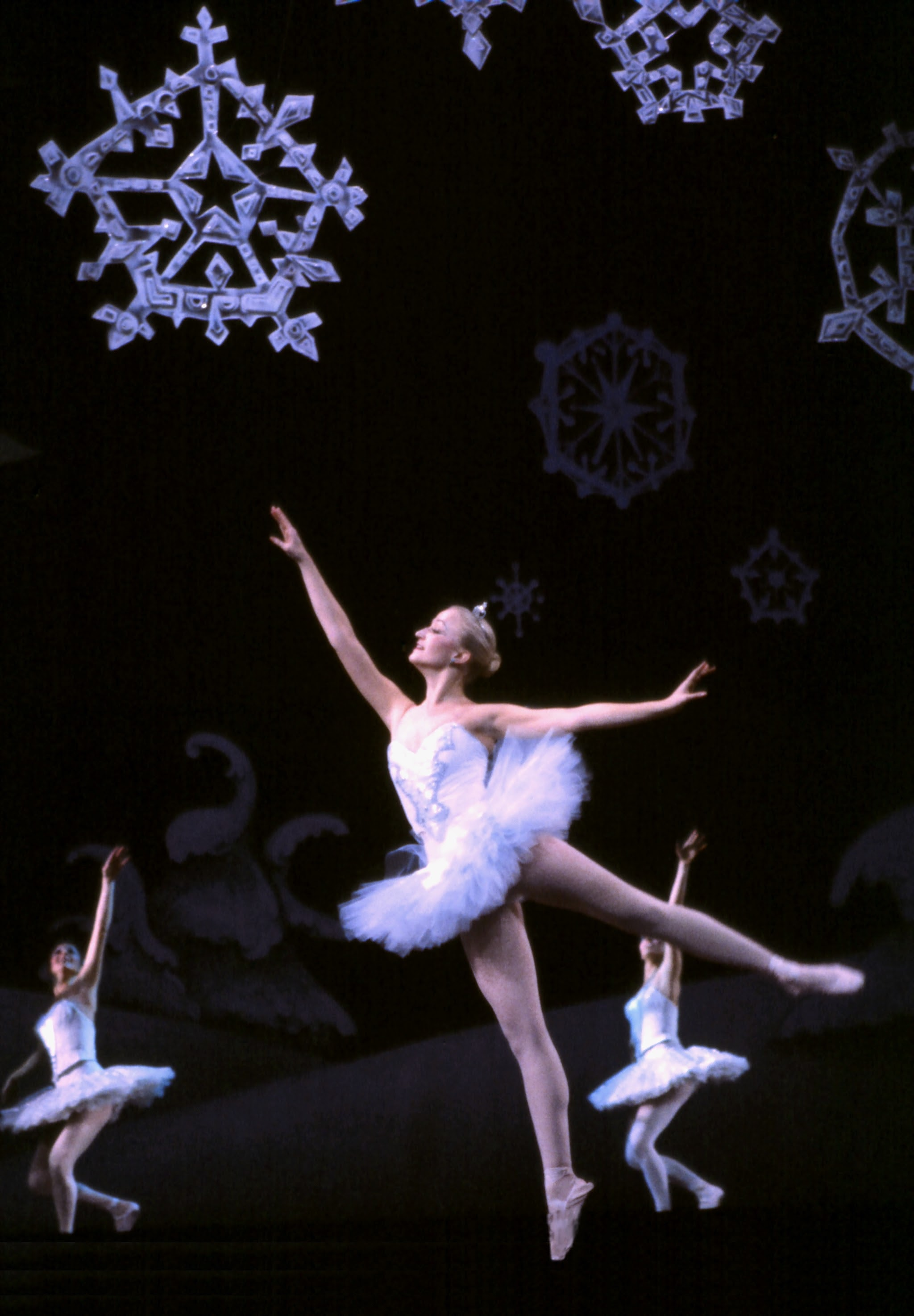
Representación de El cascanueces, de Piotr Chaikovski.

A mediados del siglo XIX, con el nacionalismo musical, el centro geográfico en cuanto a creación e innovación pasó de París a San Petersburgo, donde el Ballet Imperial alcanzó cotas de gran brillantez, con un centro neurálgico en el Teatro Mariinski –y, posteriormente, en el Teatro Bolshói de Moscú–. La figura principal en la conformación del ballet ruso fue Marius Petipa, que introdujo un tipo de coreografía narrativa donde es la propia danza la que cuenta la historia. Hizo ballets más largos, de hasta cinco actos, convirtiendo el ballet en un gran espectáculo, con deslumbrantes puestas en escena, destacando su colaboración con Piotr Chaikovski en tres obras excepcionales: La bella durmiente (1889), El cascanueces (1893) y El lago de los cisnes (1895). A nivel popular, el baile más famoso de la época fue el can-can, mientras que en España surgieron la habanera y el chotis.

### Danza contemporánea
La danza contemporánea se inició nuevamente con el liderazgo del ballet ruso adquirido a finales del siglo XIX: Mijaíl Fokin dio más importancia a la expresión sobre la técnica; su obra Chopiniana (1907) inauguraría el «ballet atmosférico» –solo danza, sin hilo argumental–. Serguéi Diáguilev fue el artífice del gran triunfo de los Ballets Rusos en París, introduciendo la danza en las corrientes de vanguardia: su primer gran éxito lo obtuvo con las Danzas polovtsianas de El príncipe Ígor de Aleksandr Borodín (1909), al que siguieron El pájaro de fuego (1910), Petrushka (1911) y La consagración de la primavera (1913), de Ígor Stravinski; por último, Parade (1917) fue un hito dentro de la vanguardia, con música de Erik Satie, coreografía de Léonide Massine, libreto de Jean Cocteau y decorados de Pablo Picasso. En el grupo de Diáguilev destacaron los bailarines Vaslav Nijinsky, Anna Pávlova y Tamara Karsávina. Con la Revolución soviética el ballet ruso pasó a ser un instrumento de propaganda política, perdiendo gran parte de su creatividad, aunque surgieron grandes bailarines como Rudolf Nuréyev y Mijaíl Barýshnikov, y se produjeron obras memorables como Romeo y Julieta (1935) y Cenicienta (1945), de Serguéi Prokófiev, y Espartaco (1957), de Aram Jachaturián. También alcanzó notoriedad el sistema pedagógico ideado por Agrippina Vagánova.

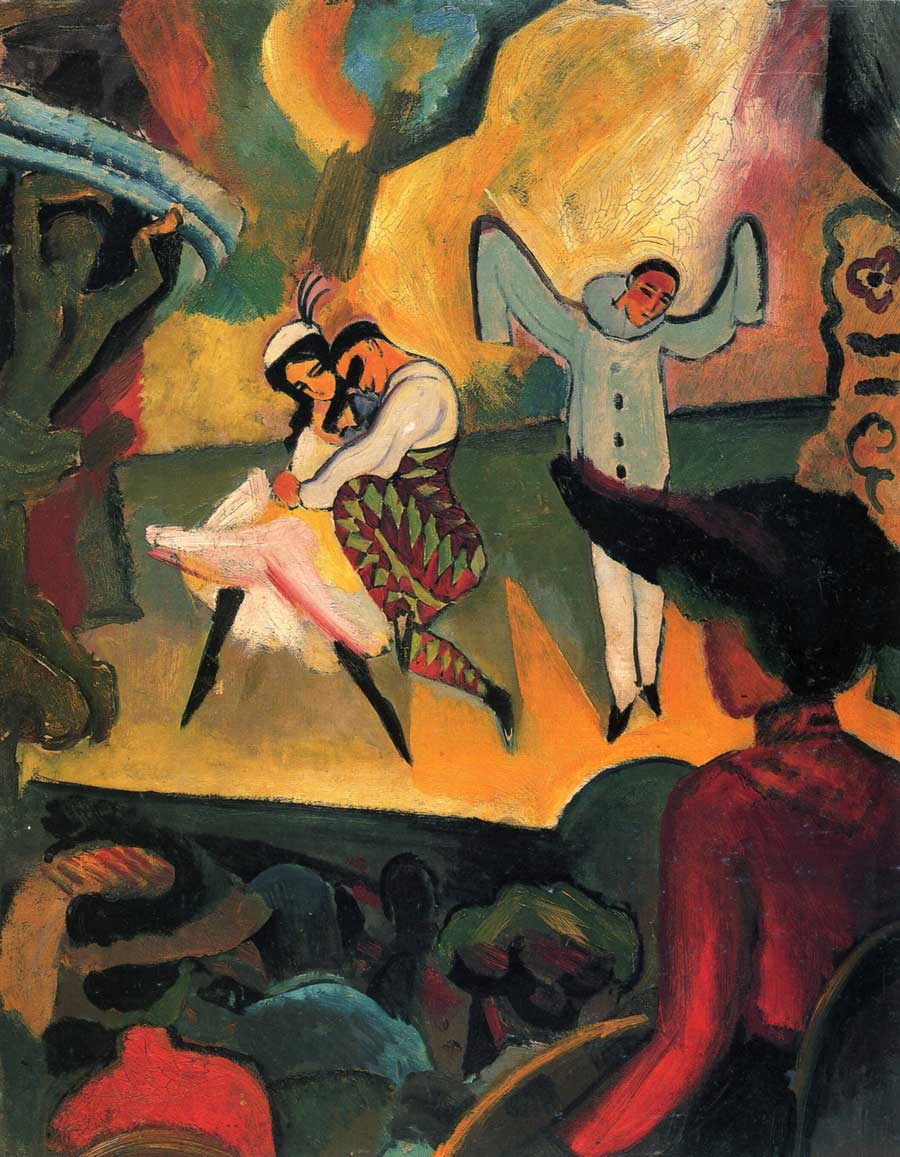
Ballets Rusos (1912), de August Macke, Kunsthalle, Bremen.

La danza expresionista supuso una ruptura con el ballet clásico, buscando nuevas formas de expresión basadas en la libertad del gesto corporal, liberado de las ataduras de la métrica y el ritmo, donde cobra mayor relevancia la autoexpresión corporal y la relación con el espacio. Su principal teórico fue el coreógrafo Rudolf von Laban, quien creó un sistema que pretendía integrar cuerpo y alma, poniendo énfasis en la energía que emanan los cuerpos, y analizando el movimiento y su relación con el espacio. Este nuevo concepto quedaría plasmado con la bailarina Mary Wigman. De forma independiente, la gran figura de principios de siglo fue Isadora Duncan, que introdujo una nueva forma de bailar, inspirada en ideales griegos, más abierta a la improvisación, a la espontaneidad.
En el período de entreguerras destacaron las escuelas francesa y británica, así como el despuntar de los Estados Unidos. En Francia, el Ballet de la Ópera de París volvió al esplendor de la era romántica, gracias sobre todo a la labor de Serge Lifar, Roland Petit y Maurice Béjart. En Gran Bretaña destacaron figuras como Marie Rambert, Ninette de Valois, Frederick Ashton, Antony Tudor, Kenneth MacMillan, Margot Fonteyn, etc. En Estados Unidos, donde había escasa tradición, se consiguió en poco tiempo llegar a un alto nivel de creatividad y profesionalización, gracias en primer lugar a pioneras como Ruth Saint Denis, Martha Graham, Doris Humphrey y Agnes De Mille. El ruso George Balanchine –surgido de la compañía de Diáguilev– se instaló allí en 1934, donde fundó la School of American Ballet, y produjo espectáculos que lo renombraron como uno de los mejores coreógrafos del siglo. En los años 1950 y 1960 destacó la actividad innovadora de Merce Cunningham que, influido por el expresionismo abstracto y la música aleatoria de John Cage, introdujo la danza basada en la casualidad, el caos, la aleatoriedad (chance choreography). Otro gran hito de la época fue el West Side Story (1957) de Jerome Robbins. 
Con Paul Taylor la danza entró en el ámbito de la posmodernidad, con un manifiesto inicial en su Duet (1957), donde permanecía inmóvil junto a un pianista que no tocaba el piano. La danza posmoderna introdujo lo corriente y lo cotidiano, los cuerpos ordinarios frente a los estilizados de los bailarines clásicos, con una mezcolanza de estilos e influencias, desde las orientales hasta las folklóricas, incorporando incluso movimientos de aerobic y kickboxing. Otros coreógrafos posmodernos fueron Glen Tetley, Alvin Ailey y Twyla Tharp. Pina Bausch desarrolló la danza teatro durante su etapa como directora del Wuppertal Opera Ballet, con obras como su versión de La consagración de la primavera (1975), Café Müller (1978) y Kontakthof (1978). En las últimas décadas del siglo destacaron coreógrafos como los norteamericanos William Forsythe y Mark Morris, la belga Anne Teresa De Keersmaeker, el israelí Ohad Naharin, así como la escuela holandesa, representada por Jiří Kylián y Hans van Manen, y donde también se formó el español Nacho Duato. A nivel de bailes populares, en el siglo XX ha existido una gran diversidad de estilos, entre los que se puede remarcar: foxtrot, charlestón, claqué, chachachá, tango, bolero, pasodoble, rumba, samba, conga, merengue, salsa, twist, rock and roll, moonwalk, hustle, breakdance, etc.